# フローイラン・サルダール
フローイラン・サルダール（Froilan Saludar、1989年4月17日 - ）は、フィリピンのプロボクサー。ポロモロク出身。元WBOアジア太平洋フライ級・スーパーフライ級王者。元OPBF東洋太平洋バンタム級王者。

## 人物
元WBO世界ミニマム級・WBA世界ミニマム級レギュラー王者のビック・サルダールと、元アマチュアボクサーで2010年広州アジア大会フライ級金メダリストのレイ・サルダールは実弟。

## 来歴
2009年7月27日、プロデビュー戦は3回TKO勝ち。
2010年11月20日、リムエル・オビドスとWBOユースアジア太平洋フライ級王座決定戦を行い、初回2分26秒KO勝ちを収めユース王座を獲得した。
2010年12月19日、WBOアジア太平洋ユース王座の初防衛戦としてジョッカー・ブハウィと対戦し、2回2分59秒KO勝ちで初防衛に成功した。
2011年2月19日、リエンペット・ソーウィラポンとWBOユースフライ級王座決定戦を行い、初回1分24秒TKO勝ちを収めユース王座を獲得した。
2011年8月6日、ガブリエル・プマールとWBOアジア太平洋フライ級王座決定戦を行い、10回2分54秒TKO勝ちを収め王座を獲得した。
2012年3月17日、アレハンドロ・モラレスとWBO世界ユース&WBOアジア太平洋フライ級タイトルマッチを行い、10回3-0（98-92×3）の判定勝ちを収めWBO2冠王座の初防衛に成功した。後にサルダールはWBOアジア太平洋王座を返上した。
2012年9月21日、ホセ・アルフレド・ティアドとWBO暫定オリエンタルフライ級王座決定戦を行い、12回3-0（118-110、119-109、120-108）の判定勝ちを収めオリエンタル暫定王座を獲得した。
2014年6月19日、マックウィリアムズ・アローヨと対戦し、プロ初黒星となる2回2分25秒TKO負けを喫した。
2015年4月25日、ファリス・ネンゴとWBOインターコンチネンタルフライ級王座決定戦を行い、5回TKO勝ちを収めインターコンチネンタル王座を獲得した。
2016年9月4日、初来日試合として座間市立市民体育館でWBC世界スーパーフライ級4位の井上拓真と対戦し、10回0-3（90-97×2、91-96）の判定負け。
2018年7月27日、山東省・青島でWBO世界フライ級王者の木村翔に挑戦し、6回54秒KO負けを喫し世界王座獲得に失敗した。
2019年9月21日、後楽園ホールでスーパーフライ級転向後の王座戦としてWBOアジア太平洋スーパーフライ級6位の村地翼とWBOアジア太平洋同級王座決定戦を行い、8回54秒TKO勝ちを収め王座獲得に成功、日本人ボクサー初勝利を飾ると同時にWBOアジア太平洋王座の2階級制覇を果たした。
2020年2月14日、後楽園ホールでWBOアジア太平洋スーパーフライ級4位の福永亮次とWBOアジア太平洋同級タイトルマッチを行い、7回1分40秒TKO負けを喫し初防衛に失敗、王座から陥落した。
2021年12月21日、オーストラリア・シドニーでアンドリュー・モロニーとWBOオリエンタルスーパーフライ級王座決定戦を行い、10回0-3で判定負けを喫しオリエンタル王座の2階級制覇とはならなかった。
2023年7月8日、メキシコ・メテペックでWBC世界スーパーバンタム級2位のルイス・ネリと対戦し、2回1分46秒TKO負けを喫した。
2023年10月12日、有明アリーナでOPBF東洋太平洋バンタム級王者の栗原慶太に挑戦し、初回1分TKO勝ちを収め王座を獲得した。
2024年1月26日、セブ島のリゾートホテル・NUSTAR RESORT&CASINOで前OPBF東洋太平洋バンタム級王者でOPBF東洋太平洋同級6位の栗原慶太とOPBF東洋太平洋同級タイトルマッチ・IBFアジアバンタム級王座決定戦でダイレクトリマッチによる再戦を行うも、8回1分13秒KO負けを喫しOPBF王座の初防衛とIBFアジア王座の獲得に失敗、OPBF王座から陥落した。
2024年8月30日、地元ポロモロクのポロモロク・ジムでレイマーク・タデイと対戦し、2回27秒KO勝ちを収め再起に成功した。
2024年11月15日、ドバイのザ・アジェンダでウィリアムス・フローレスとWBAインターコンチネンタルバンタム級王座決定戦を行い、12回3-0（115-113、116-112、115-114）の判定勝ちを収め王座獲得に成功した。

## 戦績
- プロボクシング：46戦 37勝 (26KO) 8敗 1分

| 戦           | 日付           | 勝敗 | 時間     | 内容        | 対戦相手                     | 国籍           | 備考                                          |
| ------------ | -------------- | ---- | -------- | ----------- | ---------------------------- | -------------- | --------------------------------------------- |
| 1            | 2009年7月27日  | ☆    | 3R 2:03  | TKO         | ロランド・ガモロ             | フィリピン     | プロデビュー戦                                |
| 2            | 2009年9月3日   | ☆    | 1R 終了  | TKO         | ラミー・ガーボン             | フィリピン     |                                               |
| 3            | 2009年10月9日  | ☆    | 1R 1:36  | KO          | ジョン・ジェミノ             | フィリピン     |                                               |
| 4            | 2009年10月31日 | ☆    | 4R       | 判定3-0     | エルバート・ガーダリオ       | フィリピン     |                                               |
| 5            | 2010年2月14日  | ☆    | 4R       | 判定3-0     | ライアン・ポンテラス         | フィリピン     |                                               |
| 6            | 2010年5月15日  | ☆    | 6R       | 判定3-0     | ライアン・イラストリシモ     | フィリピン     |                                               |
| 7            | 2010年6月26日  | △    | 1R 2:49  | 負傷        | ブライアン・ディアノ         | フィリピン     |                                               |
| 8            | 2010年8月7日   | ☆    | 4R 2:12  | TKO         | サルバドール・レイソン       | フィリピン     |                                               |
| 9            | 2010年9月26日  | ☆    | 3R 1:57  | TKO         | マイケル・ロムロ             | フィリピン     |                                               |
| 10           | 2010年11月20日 | ☆    | 1R 2:26  | KO          | リムエル・オビドス           | フィリピン     | WBOユース・アジア太平洋フライ級王座決定戦     |
| 11           | 2010年12月22日 | ☆    | 2R 2:59  | KO          | ジェッカー・ブハウィ         | フィリピン     | WBOアジア太平洋ユース防衛1                    |
| 12           | 2011年2月19日  | ☆    | 1R 1:24  | TKO         | パイブーン・チュムソン       | タイ           | WBOユース・世界フライ級王座決定戦             |
| 13           | 2011年5月28日  | ☆    | 1R 1:46  | KO          | ジャック・アミサ             | インドネシア   |                                               |
| 14           | 2011年8月6日   | ☆    | 10R 2:54 | TKO         | ガブリエル・プマール         | フィリピン     | WBOアジア太平洋フライ級王座決定戦             |
| 15           | 2011年12月23日 | ☆    | 1R 2:57  | KO          | ネルソン・ルラノス           | フィリピン     |                                               |
| 16           | 2012年3月17日  | ☆    | 10R      | 判定3-0     | アレハンドロ・モラレス       | メキシコ       | WBOユース防衛1・WBOアジア太平洋防衛1          |
| 17           | 2012年9月21日  | ☆    | 12R      | 判定3-0     | ホセ・アルフレド・ティラド   | メキシコ       | WBO暫定・オリエンタルフライ級王座決定戦       |
| 18           | 2013年9月7日   | ☆    | 10R      | 判定3-0     | ジュリアス・アルコス         | フィリピン     |                                               |
| 19           | 2013年10月26日 | ☆    | 10R      | 判定3-0     | コムグリッチ・ナンタペッチ   | タイ           |                                               |
| 20           | 2014年4月12日  | ☆    | 2R 終了  | TKO         | ローゲン・フローレス         | フィリピン     |                                               |
| 21           | 2014年6月19日  | ★    | 2R 2:25  | TKO         | マックウィリアムズ・アローヨ | プエルトリコ   |                                               |
| 22           | 2014年10月4日  | ☆    | 2R 1:02  | TKO         | ファン・プリシマ             | フィリピン     |                                               |
| 23           | 2015年2月14日  | ☆    | 10R      | 判定3-0     | マイケル・エスコビア         | フィリピン     |                                               |
| 24           | 2015年4月25日  | ☆    | 5R 終了  | TKO         | エリアス・ナゲンゴ           | インドネシア   |                                               |
| 25           | 2015年9月9日   | ☆    | 6R 2:35  | 負傷判定3-0 | マイケル・エスコビア         | フィリピン     |                                               |
| 26           | 2016年9月4日   | ★    | 10R      | 判定0-3     | 井上拓真（大橋）             | 日本           |                                               |
| 27           | 2017年3月1日   | ☆    | 1R 1:25  | TKO         | ロケ・サウロ                 | フィリピン     |                                               |
| 28           | 2017年6月10日  | ☆    | 9R 1:28  | TKO         | サラティエル・アミット       | フィリピン     |                                               |
| 29           | 2017年8月30日  | ☆    | 4R 2:12  | KO          | ジョン・レイ・ラウザ         | フィリピン     |                                               |
| 30           | 2017年12月23日 | ☆    | 1R 1:45  | TKO         | ローゲン・フローレス         | フィリピン     |                                               |
| 31           | 2018年4月3日   | ☆    | 5R 1:29  | TKO         | ジョナサン・フランシスコ     | フィリピン     |                                               |
| 32           | 2018年7月27日  | ★    | 6R 0:54  | KO          | 木村翔（青木）               | 日本           | WBO世界フライ級タイトルマッチ                 |
| 33           | 2018年12月1日  | ☆    | 8R 1:56  | TKO         | ドニー・マバオ               | フィリピン     |                                               |
| 34           | 2019年2月10日  | ☆    | 2R 2:59  | TKO         | ジョナサン・フランシスコ     | フィリピン     |                                               |
| 35           | 2019年9月21日  | ☆    | 8R 0:54  | TKO         | 村地翼（駿河男児）           | 日本           | WBOアジア太平洋スーパーフライ級王座決定戦     |
| 36           | 2020年2月14日  | ★    | 7R 1:40  | TKO         | 福永亮次（角海老宝石）       | 日本           | WBOアジア太平洋陥落                           |
| 37           | 2021年3月17日  | ☆    | 8R       | 判定3-0     | レイマーク・タダイ           | フィリピン     |                                               |
| 38           | 2021年12月21日 | ★    | 10R      | 判定0-3     | アンドリュー・モロニー       | オーストラリア | WBOオリエンタルスーパーフライ級王座決定戦     |
| 39           | 2022年7月13日  | ★    | 8R       | 判定1-2     | 比嘉大吾（志成）             | 日本           |                                               |
| 40           | 2022年10月29日 | ☆    | 1R 1:27  | TKO         | クリソン・オマヤオ           | フィリピン     |                                               |
| 41           | 2023年7月8日   | ★    | 2R 1:46  | KO          | ルイス・ネリ                 | メキシコ       |                                               |
| 42           | 2023年10月12日 | ☆    | 1R 1:00  | TKO         | 栗原慶太（一力）             | 日本           | OPBF東洋太平洋バンタム級タイトルマッチ        |
| 43           | 2024年1月26日  | ★    | 8R 1:13  | TKO         | 栗原慶太（一力）             | 日本           | IBFアジアバンタム級王座決定戦 OPBF陥落        |
| 44           | 2024年8月30日  | ☆    | 2R 0:27  | KO          | レイマーク・タデイ           | フィリピン     |                                               |
| 45           | 2024年11月15日 | ☆    | 12R      | 判定3-0     | ウィリアムス・フローレス     | ベネズエラ     | WBAインターコンチネンタルバンタム級王座決定戦 |
| 46           | 2025年7月11日  | ☆    | 4R 1:34  | KO          | ジェニー・ボーイ・ボカ       | フィリピン     |                                               |
| テンプレート |                |      |          |             |                              |                |                                               |

## 獲得タイトル
- WBOアジア太平洋フライ級ユース王座
- WBO世界フライ級ユース王座
- WBOアジア太平洋フライ級王座（防衛1=返上）
- WBOオリエンタルフライ級暫定王座
- WBOインターコンチネンタルフライ級王座
- WBOアジア太平洋スーパーフライ級王座（防衛0）
- 第54代OPBF東洋太平洋バンタム級王座（防衛0）
- WBAインターコンチネンタルバンタム級王座